# Hécate
Hécate, maîtresse de la nuit je francouzsko-švýcarský hraný film z roku 1982, který režíroval Daniel Schmid podle románu Hécate et ses chiens Paula Moranda. Snímek měl světovou premiéru dne 22. října 1982.

## Děj
V antické mytologii je Hekaté bohyně podsvětí. Pro Juliena Rochelle se Hekaté stane tajemné Clothilde de Watteville. Děj se odehrává v předvečer druhé světové války v marockém Fesu, kam Julien přijíždí na svou první misi jako mladý konzulární atašé. Julien si zde chce najít milenku, aby unikl nudě mezi diplomaty a bankéři.
Během společenské recepce varuje konzul Juliena před stýkem s Massardem, který je homosexuál, tudíž pro všechny tyto slušné lidi zhýralý. Ale Julienovi je to jedno, protože během téhož večera potká Clothilde, osamělou a znepokojivou mladou ženu.
Clothilde se téhož večera stane jeho milenkou.  Šíleně zamilovaný Julien s laskavým pochopením svého konzula brzy opustí všechny své sociální vztahy a dokonce i svou práci. Postupně opouští svět rozumu a vstupuje do světa žité fantazie.

## Obsazení
| Bernard Giraudeau  | Julien Rochelle         |
| Lauren Hutton      | Clothilde de Watteville |
| Jean Bouise        | konzul                  |
| Jean-Pierre Kalfon | Massard                 |
| Gérard Desarthe    | plukovník de Watteville |
| Juliette Brac      | slečna Henry            |
| Patrick Thursfield | Angličan                |
| Suzanne Thau       | nájemkyně nevěstince    |
| Raja Reinking      | dívka na baru           |
| Mustapha Tsouli    | Ibrahim                 |
| Teco Celio         | kapitán Berta           |
| René Marc          | ministr                 |
| Ernst Stiefel      | ruský kapitán           |